# Diecezja Chiavari
Diecezja Chiavari (łac. Diœcesis Clavarensis) – diecezja Kościoła rzymskokatolickiego we Włoszech, a dokładniej w Ligurii. Należy do metropolii Genui. Została erygowana 3 grudnia 1892 roku. Wszystkie diecezje wchodzące w jej skład są położone na terytorium świeckiej prowincji Genua.

## Główne świątynie
- Katedra: Bazylika katedralna Nostra Signora dell’Orto e di Montallegro w Chiavari
- Bazyliki mniejsze:
  - Bazylika Matki Bożej z Nazaretu w Sestri Levante
  - Bazylika Najświętszego Zbawiciela w Cogorno
  - Bazylika św. Małgorzaty z Antiochii w Santa Margherita Ligure
  - Bazylika świętych Gerwazego i Protazego w Rapallo
  - Bazylika św. Szczepana w Lavagna
  - Bazylika Nostra Signora di Montallegro

## Biskupi diecezjalni
- Fortunato Vinelli (1896–1910)
- Giovanni Gamberoni (1911–1917)
- Natale Serafino (1917)
- Amedeo Casabona (1917–1948)
- Francesco Marchesani (1948–1971)
- Luigi Maverna (1971–1973)
- Daniele Ferrari (1973–1995)
- Alberto Maria Careggio (1995–2004)
- Alberto Tanasini (2004–2021)
- Giampio Luigi Devasini (od 2021)